# Joseph Salamon
Joseph Salamon (født 5. april 1932 i Cluj, Transsylvanien, Rumænien) er en dansk kunstner. Joseph Salamon har boet i Danmark siden 1959. Han arbejder med materialerne beton, bronze, sten, stål og træ. Størrelsen af værkerne spænder fra relieffer og buster, til mere monumentale værker som f.eks. springvand i granit foran rådhuset i Slangerup.